# Capitainerie de Pernambouc
 (février 2025).
 (février 2025).

Nord-est du Brésil colonial en 1709.

La capitainerie de Pernambouc fut une des subdivisions du territoire brésilien durant la période coloniale. Lors de l'indépendance, elle devint une province et à la proclamation de la république et avec la promulgation de la constitution de 1891 le Pernambouc devint l'État du Pernambouc.
À l'époque du Brésil colonial, les deux seules capitaineries qui réussirent économiquement furent celles de Pernambouc et de São Vicente, ceci, à cause de la culture de la canne à sucre.
Selon la lettre de Donation octroyée par Jean III le 10 mars 1534, le capitaine donataire de Pernambouc fut Duarte Coelho Pereira, fidalgo qui brilla dans les campagnes portugaises en Inde. La capitainerie s'étendait entre le rio São Francisco et le rio Igaraçu.

## Surface
La moitié sud du canal de Itamaracá jusqu'à 50 pas au-delà du local où existait l'ancienne factorerie de Cristóvão Jacques, marquait la limite nord ; au sud, la limite de la capitainerie était le rio São Francisco dans toute sa largeur y compris toutes les îles de sa source à son embouchure. La limite du territoire de la capitainerie s'incurvait vers le sud-ouest accompagnant le cours du fleuve, arrivant à ses sources dans l'État actuel du Minas Gerais. Au nord, le souverain indiquait une ligne vers l'ouest jusqu'à la limite définie par le traité de Tordesillas. La capitainerie comprenait tout l'actuel État de l'Alagoas et se terminait au sud au rio São Francisco par une frontière avec l'actuel État du Minas Gerais. Grâce à cet important fleuve, la capitainerie croissait vers le sud-est dépassant beaucoup en largeur les 60 lieues établies lors de sa création. Selon Francisco Adolfo de Varnhagen la capitainerie avait plus de 12 000 lieues carrées et était ainsi la plus étendue.

## Organisation
Lorsqu'il reçut la donation, Duarte Coelho Pereira s'embarqua vers le Brésil avec sa femme, ses enfants et beaucoup de parents. Arrivant à son poste, il s'installa sur une belle colline construisant une fortification (le château de Duarte Pereira), une chapelle et des habitations pour lui-même et pour les colons. C'était l'embryon d'Olinda, transformé en vila en 1537. Son propre engenho et celui de son beau-frère, le Beberipe, furent pionniers.
Tout était à faire et le donataire organisa le registre des terres, la distribution de la justice, le registre civil et la défense contre les Indiens Caétes et Tabajaras.
À sa mort à Lisbonne en 1554, il légua à ses fils une capitainerie florissante. Son beau-frère, Jerônimo de Albuquerque, demanda à la couronne l'autorisation d'importer des esclaves africains. 
À Olinda, siège administratif de capitainerie, s'installèrent les autorités civiles et ecclésiastiques, le collège des Jésuites, les principaux couvents et le petit quai de Varadouro. À la fin du XVIe siècle, 700 familles y habitaient sans compter ceux qui vivaient dans les engenhos qui hébergeaient de 20 à 30 habitants libres. Le petit port d'Olinda était peu important, pas assez profond pour recevoir les grands bateaux qui croisaient l'océan Atlantique. Cependant, Recife, peuplement, appelé « Recife des navires » par le premier donataire, peu à peu devint le port principal de la capitainerie.

## Troubles
La production de sucre a toujours été très importante dans l'économie du Pernambouc, elle a été la cause de la seconde invasion hollandaise du Brésil. Cette richesse source de inégalité entre les riches et les pauvres, ceci, avec la grande concentration de terres, fit du Pernambouc le théâtre de divers conflits - comme ceux qui se sont produits entre les propriétaires de terres ou d'engenhos (moulins à sucre) et les commerçants portugais de Recife, appelés par dérision de camelots (mascates). 
La guerre des Mascates eut lieu de 1710 à 1712. Les propriétaires d'engenho, ayant des dettes vis-à-vis des commerçants à cause de la chute du prix international du sucre, n'acceptèrent pas l'autonomie de Recife ce qui aggravait la situation des propriétaires ruraux vis-à-vis des Portugais. En 1710, Recife fut attaqué par les troupes de propriétaires ruraux. Le gouverneur nommé, Sebastião de Castro Caldas Barbosa, s'enfuit. Les mascates contre-attaquèrent, envahissant Olinda en 1711. La nomination du nouveau gouverneur, Felix José de Mendonça, et l'action des troupes envoyées de Bahia mit fin à la guerre. La bourgeoisie mercantile reçut l'appui de la métropole et Recife maintint son autonomie.